# Câmpulung la Tisa
Câmpulung la Tisa (deutsch Langenfeld an der Theiß, ungarisch Hosszúmező, ukrainisch Довге Поле Dowhe Pole) ist eine Gemeinde im Kreis Maramureș in Rumänien.

## Lage

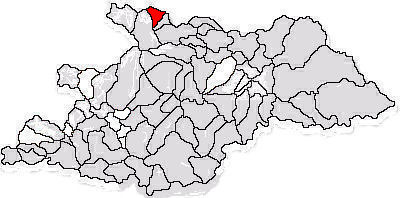
Lage von Câmpulung la Tisa im Kreis Maramureș

Câmpulung la Tisa liegt im Norden von Rumänien an der Grenze zur Ukraine im Theiß-Tal. Durch das Dorf führt die Nationalstraße DN19. Etwa 12 Kilometer östlich liegt Sighetu Marmației, die Kreishauptstadt Baia Mare (Frauenbach) liegt ca. 80 Kilometer südlich von Câmpulung la Tisa entfernt.

## Bevölkerung
In der Volkszählung von 2002 wurden 2484 Einwohner registriert, wovon 79 % Ungarn, 17,1 % Rumänen, 0,97 % Ukrainer und 0,12 % Deutsche waren.

## Infrastruktur und Wirtschaft
In der Gemeinde gibt es zwei Schulen und einen Kindergarten. 850 Haushalte werden in 870 Häusern ausgewiesen. In Câmpulung la Tisa wird vorwiegend Landwirtschaft betrieben. Im Dorf gibt es holzverarbeitende Betriebe.

## Verkehr
Die Nationalstraße 19 führt durch das Dorf. Busse fahren nach Sighetu Marmației. Im Süden des Dorfes befindet sich der Bahnhof an der Bahnstrecke Debrecen–Sighetu Marmației. Der Bahngrenzübergang in die Ukraine nach Teresva sowie der Personenverkehr nach Sighetu Marmației wurden im Jahr 2007 eingestellt und nach 16 Jahren, im Februar 2023, erneut dem Verkehr freigegeben.

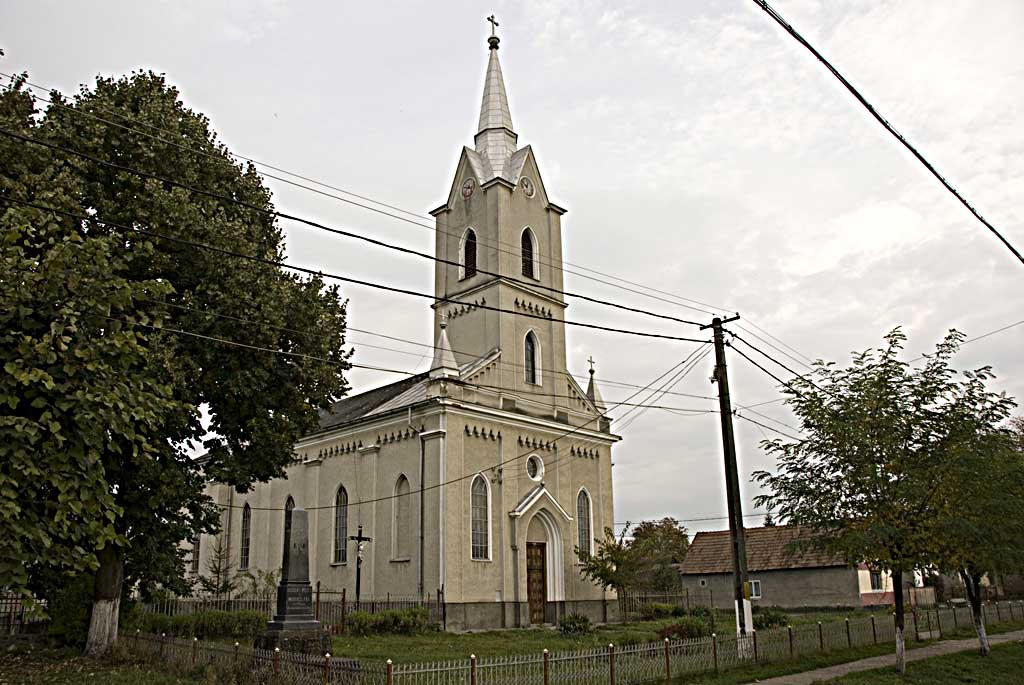
Die Kirche in der Ortsmitte
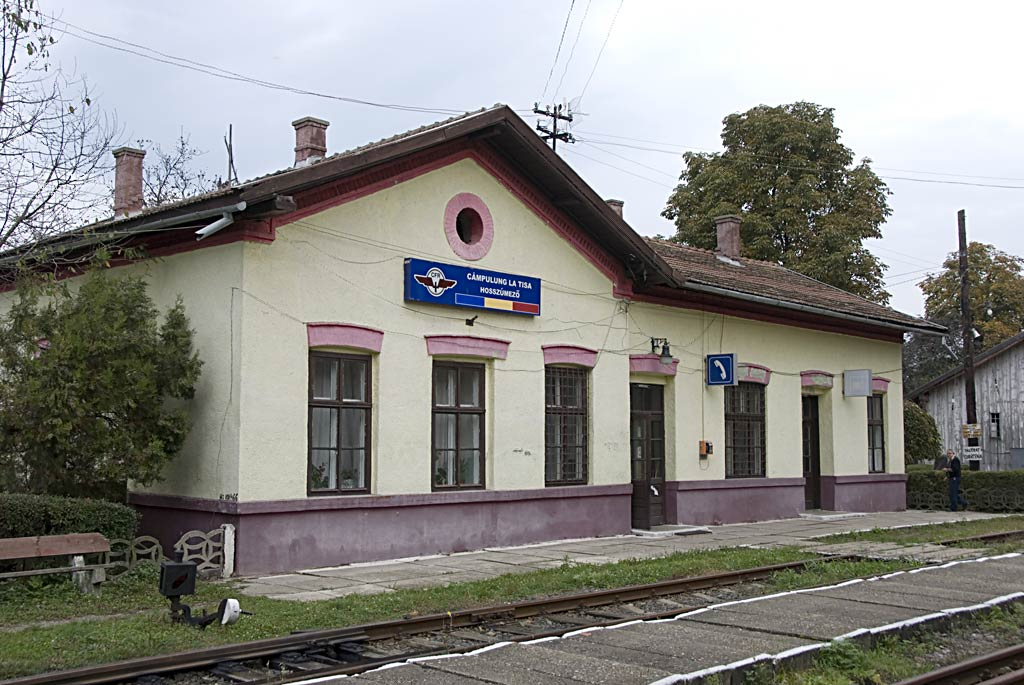
Bahnhof in Câmpulung la Tisa
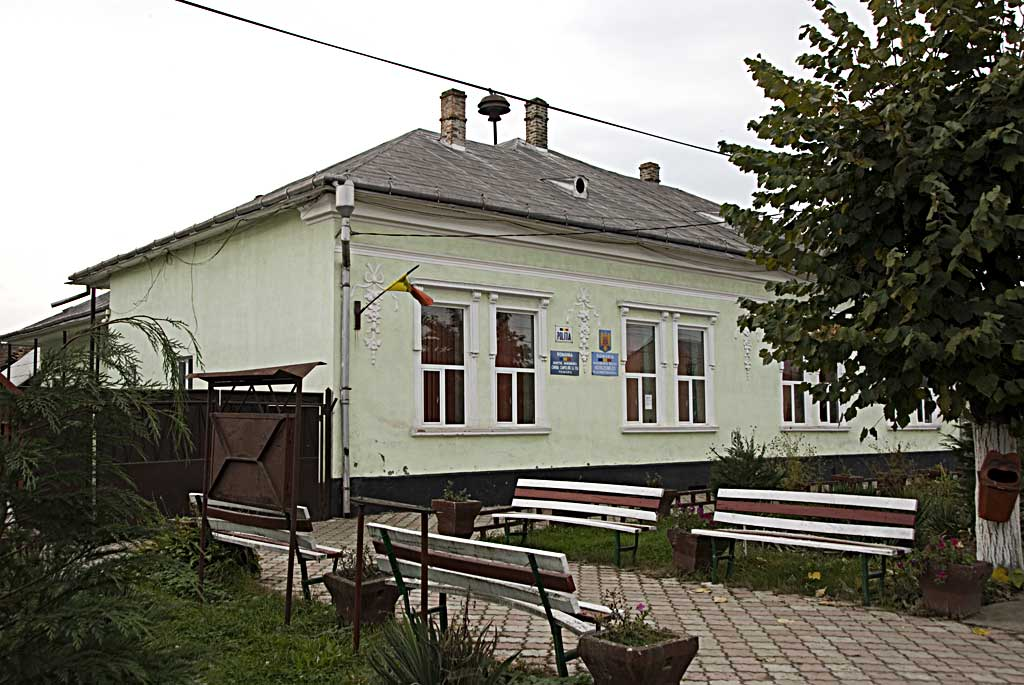
Bürgermeisteramt und Polizeistelle
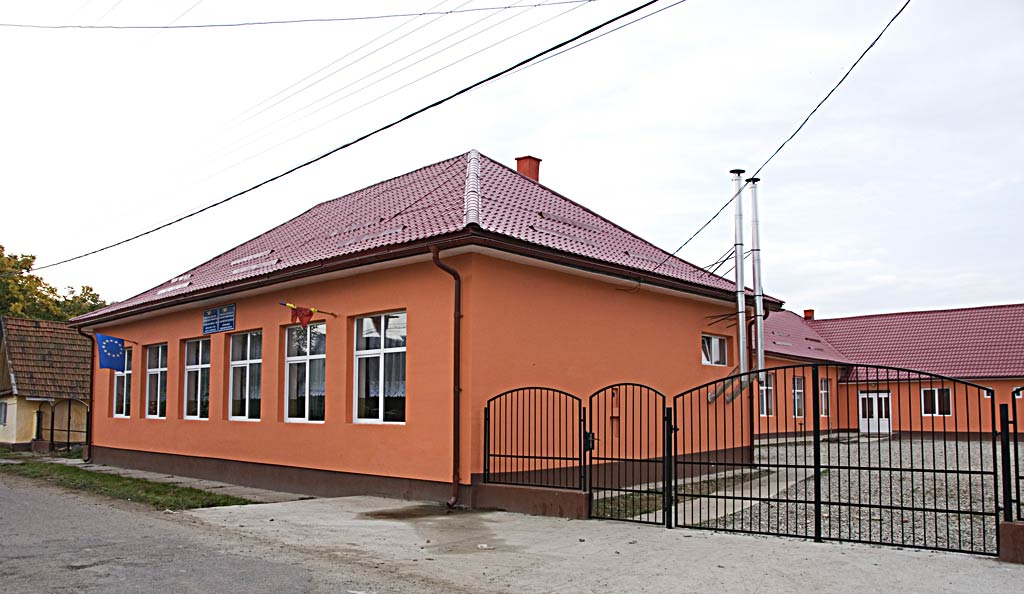
Eine der beiden Schulen des Dorfes